# Perception de l'environnement
La perception de l'environnement est, pour une organisation tout comme pour un individu, l'aptitude à bien comprendre son environnement, afin d'y agir en connaissance de cause. Elle comprend la veille, au sens le plus large du terme, mais elle va au-delà, car elle intègre les processus permettant une bonne assimilation des informations obtenues par la veille. Dans une perspective d'intelligence économique, la perception de l'environnement se doit d'être globale et anticipatrice.

## Critères de perception de l'environnement du modèle de l'AFDIE
Le modèle d'intelligence économique de l'Association française pour le développement de l'intelligence économique (AFDIE) distingue, dans les facteurs d'intelligence économique, sept facteurs d'action et quatre facteurs de résultats. La perception de l'environnement est l'un des facteurs d'action.
C'est par ce facteur que les entreprises et les organisations analysent le contexte général, via les attentes des parties prenantes par exemple.
Comme tous les facteurs, la perception de l'environnement est décrite dans le modèle de l'AFDIE selon plusieurs critères. Nous les présentons ici dans l'ordre chronologique de leur apparition dans le cycle de l'intelligence économique.

### Élargir l'éventail des veilles spécifiques
L'environnement s'est considérablement complexifié depuis les années 1990. Le modèle de l'Association française pour le développement de l'intelligence économique (AFDIE) recommande de ne pas se limiter à la veille concurrentielle (années 1970), et à la veille technologique (années 1980). En effet, le phénomène de mondialisation et les contraintes de développement durable (risques de tous types, et notamment environnementaux) nécessite d'élargir l'éventail des veilles spécifiques en intégrant les dimensions juridique, environnementale, sociétale, politique, géopolitique. 
Dans une perspective de développement durable, Élisabeth Laville, souligne que pour prévenir les risques, une seule alternative s'offre aux entreprises : adopter une démarche proactive et développer des outils de veille permettant d'anticiper les contraintes sociales et environnementales nouvelles.  
Selon l'Association des professionnels de l'information et de la documentation (ADBS), mettre en place une veille développement durable nécessite de bien connaître le contexte professionnel, de savoir identifier et qualifier les acteurs clés (acteurs institutionnels, associations professionnelles, associations de normalisation). Acquérir une connaissance précoce de l'environnement se fait de différentes manières, de pouvoir mieux interagir avec les fonctions spécialisées, et les experts du domaine.

### Identifier les opportunités, les risques et les menaces
Ce critère comprend dans le modèle AFDIE plusieurs sous-critères, tels les opportunités, les menaces, les risques, l'acquisition de l'information, 
Chaque élément du contexte doit être regardé sous le prisme opportunités / menaces, par rapport à la concurrence mondiale.

### Intégrer l'analyse de l'environnement dans la formulation de la stratégie
Plusieurs éléments de l'environnement doivent être pris en compte dans la formulation de la stratégie. Ils sont porteurs de risques dans la mesure où ils soumettent l'organisation à des contraintes de plus en plus nombreuses. Parmi ces contraintes, il faut citer le juridique et le social, le respect de l'environnement naturel, des règles particulières d'éthique, la gouvernance d'entreprise et tous les éléments participant du développement durable.
Il existe un risque pour que, faute d'une information suffisante et bien structurée, l'entreprise puisse transgresser des règles qui lui seront opposées au moindre incident.

### Mettre en œuvre le processus du cycle de l'information
Ce critère comporte dans le modèle de l'AFDIE plusieurs sous-critères : traduire les besoins de l'entreprise en termes lisibles et adaptés à chaque compétence. Ce sous-critère se décline dans l'ordre scientifique, technique, commercial, ou autre ; inventer des questions nouvelles mesure l'efficacité du cycle de l'information. Le cycle des questions et des réponses doit concerner le plus grand nombre d'acteurs et traiter de tous les sujets; l'efficacité de l'intelligence collective et son degré de mobilisation.

## Altération de la perception de l'environnement
Christian Harbulot, directeur de l'École de guerre économique, a mis en évidence dès 2004 que le concept de perception management, mis au point discrètement par le département de la Défense des États-Unis (DoD), constitue pour la France une entrave à une perception efficace de l'environnement, dans la mesure où les stratégies d'influence sur le plan culturel et linguistique, technologique, juridique, réglementaire, fonctionnel (conseil, audit, notation), moral (corruption, droits de l'homme, écologie), ou multimédiatique sont accompagnées de manipulations de l'information.